# Maloch
Maloch er en landsby, der ligger i Mingora tehsil i Swatdistriktet, Khyber Pakhtunkhwa i det nordvestlige Pakistan overfor områdets hovedby Mingora. Landsbyen ligger på et bjerg, 1.146 moh., og nabobyen, Galoch, ligger for foden af bjerget. I Maloch taler man ligesom i hele det nordvestlige Pakistan pashto. Der er 2 moskéer i Maloch.
Maloch ligger omkring 275 km nordvest for Islamabad, omkring 175 km nordøst for Peshawar og omkring 20 km nordøst for Mingora.
Hele Swatdistriktet blev indtaget af Taliban i 2008. De islamiske ledere forbød undervisningen af piger, og bombede eller nedrev 170 skoler og andre offentlige bygninger i Swatdistriktet. I slutningen af maj 2009 indledte den pakistanske hær operationer for at tage kontrol over distriktet.